# Persone di nome Carlo/Giornalisti
| Questa pagina contiene informazioni ricavate automaticamente dalle voci biografiche con l'ausilio del template Bio e di un bot. L'aggiornamento è periodico e automatico e ricostruisce completamente la pagina. Se manca una persona in questa lista, sei pregato di non aggiungerla, ma accertati piuttosto che la sua voce biografica contenga il template Bio e che i dati anagrafici siano correttamente compilati. Se il template Bio manca, inseriscilo tu stesso o, in alternativa, metti l'avviso {{tmp\|Bio}} che ne segnala la mancanza. Se i dati riportati sono sbagliati, correggi direttamente la voce biografica; le modifiche saranno visibili in questa lista entro pochi giorni. Per chiarimenti vedi il progetto antroponimi. La lista contiene solo le 55 persone che sono citate nell'enciclopedia e per le quali è stato implementato correttamente il template Bio. Pagina aggiornata al 22 gen 2025. |

Questa è una lista di persone presenti nell'enciclopedia che hanno il nome Carlo e sono giornalisti.

## A(2)
- Carlo Antonelli, giornalista e direttore artistico italiano (Novi Ligure, n. 1965)
- Carlo Azimonti, giornalista e sindacalista italiano (Busto Arsizio, n. 1888 - Busto Arsizio, † 1958)

## B(6)
- Carlo Bacarelli, giornalista e telecronista sportivo italiano (Campi Bisenzio, n. 1924 - Milano, † 2010)
- Carlo Belli, giornalista, scrittore e critico d'arte italiano (Rovereto, n. 1903 - Roma, † 1991)
- Carlo Bergoglio, giornalista, scrittore e disegnatore italiano (Torino, n. 1895 - Torino, † 1959)
- Carlo Bollino, giornalista e scrittore italiano (Lecce, n. 1961)
- Carlo Bonini, giornalista e scrittore italiano (Roma, n. 1967)
- Carlo Brera, giornalista, traduttore e scrittore italiano (Milano, n. 1946 - Monza, † 1994)

## C(9)
- Carlo Casalegno, giornalista, scrittore e partigiano italiano (Torino, n. 1916 - Torino, † 1977)
- Carlo Cattapani, giornalista, militare e artista italiano (Mantova, n. 1868 - New York, † 1925)
- Carlo Cavaglià, giornalista e scrittore italiano (Torino, n. 1926 - Roma, † 2011)
- Carlo Cavicchi, giornalista e scrittore italiano (Sasso Marconi, n. 1947)
- Carlo Chatrian, giornalista e scrittore italiano (Torino, n. 1971)
- Carlo Felice Chiesa, giornalista italiano (Bologna, n. 1954)
- Carlo Climati, giornalista e scrittore italiano (Roma, n. 1963)
- Carlo Colognatti, giornalista e politico italiano (Trieste, n. 1904 - † 1961)
- Carlo Curcio, giornalista e storico italiano (Napoli, n. 1898 - Roma, † 1971)

## D(3)
- Carlo De Martino, giornalista italiano (Bergamo, n. 1911 - Milano, † 1989)
- Carlo Di Giusto, giornalista italiano (Palmanova, n. 1968)
- Carlo de Blasio, giornalista italiano (Napoli, n. 1960)

## F(4)
- Carlo Falconi, giornalista e saggista italiano (n. 1915 - † 1998)
- Carlo Fontanelli, giornalista e editore italiano (Vinci, n. 1963)
- Carlo Formenti, giornalista e scrittore italiano (Zurigo, n. 1947)
- Carlo Fuscagni, giornalista italiano (Città di Castello, n. 1933 - Città di Castello, † 2022)

## H(1)
- Carlo H. De' Medici, giornalista e scrittore italiano (Parigi, n. 1887 - Como, † 1956)

## M(2)
- Carlo Marincovich, giornalista e velista italiano (Pescara, n. 1935 - Roma, † 2008)
- Carlo Massarini, giornalista, conduttore televisivo e conduttore radiofonico italiano (La Spezia, n. 1952)

## N(2)
- Carlo Nazzaro, giornalista e scrittore italiano (Chiusano di San Domenico, n. 1887 - Napoli, † 1975)
- Carlo Nesti, giornalista, telecronista sportivo e scrittore italiano (Torino, n. 1955)

## O(2)
- Carlo Oliva, giornalista, conduttore radiofonico e docente italiano (Milano, n. 1943 - Milano, † 2012)
- Carlo Ottaviano, giornalista italiano (Ragusa, n. 1956)

## P(7)
- Carlo Panella, giornalista e scrittore italiano (Genova, n. 1948)
- Carlo Paris, giornalista italiano (Avezzano, n. 1954)
- Carlo Pariset, giornalista e funzionario italiano (Crotone, n. 1902 - † 1993)
- Carlo Pellegatti, giornalista e telecronista sportivo italiano (Milano, n. 1950)
- Carlo Maria Pensa, giornalista e drammaturgo italiano (Lecco, n. 1921 - Gromo, † 2014)
- Carlo Picone, giornalista italiano (Roma, n. 1944 - Roma, † 2003)
- Carlo Picozza, giornalista italiano (Priverno, n. 1948)

## Q(1)
- Carlo Quintavalle, giornalista e scrittore italiano (Napoli, n. 1932 - Milano, † 1989)

## R(4)
- Carlo Marcello Rietmann, giornalista, critico letterario e commediografo italiano (Genova, n. 1905 - Genova, † 1981)
- Carlo Rivolta, giornalista italiano (Roma, n. 1949 - Roma, † 1982)
- Carlo Rognoni, giornalista e politico italiano (Parma, n. 1942)
- Carlo Rossella, giornalista e dirigente d'azienda italiano (Corteolona, n. 1942)

## S(4)
- Carlo Salsa, giornalista, scrittore e sceneggiatore italiano (Alessandria, n. 1893 - Milano, † 1962)
- Carlo Sassi, giornalista italiano (Milano, n. 1929)
- Carlo Scarfoglio, giornalista italiano (Roma, n. 1887 - † 1970)
- Carlo Silvestri, giornalista italiano (Milano, n. 1893 - Milano, † 1955)

## T(2)
- Carlo Trabucco, giornalista, scrittore e politico italiano (Biella, n. 1898 - Torino, † 1979)
- Carlo Alberto Tregua, giornalista italiano (Catania, n. 1940)

## V(5)
- Carlo Valentini, giornalista e scrittore italiano
- Carlo Vanzini, giornalista, telecronista sportivo e ex sciatore alpino italiano (Milano, n. 1971)
- Carlo Verdelli, giornalista italiano (Milano, n. 1957)
- Carlo Verna, giornalista italiano (Napoli, n. 1958)
- Carlo Vulpio, giornalista e scrittore italiano (Altamura, n. 1960)

## Z(1)
- Carlo Zaghi, giornalista e storico italiano (Argenta, n. 1910 - Argenta, † 2004)